# Gilles Binchois

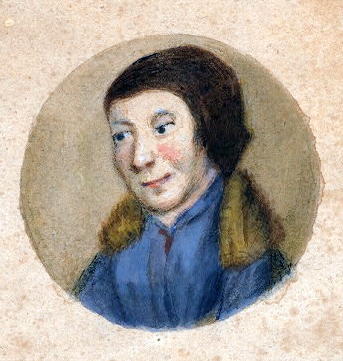
Gilles Binchois; portret uit Le Champion des dames, Martin Le Franc, Arras, 1451

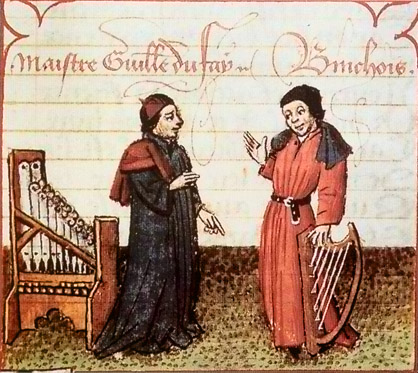
Guillaume Dufay (l) en Gilles Binchois (r); Dufay met orgel en Gilles Binchois met harp op een miniatuur uit 1451, Champion des Dames, BnF, fr. 12476

Gilles (Egidius) Binchois (Bergen (Mons), rond 1400 – Zinnik, 20 september 1460), ook wel Gilles de Bins genoemd, was een Henegouws componist, samen met Guillaume Dufay een van de stichters van de Franco-Vlaamse School (Vlaamse polyfonie).

## Leven
Hij werd geboren als zoon van Jean en Johanna de Binche, vermoedelijk in Bergen, waar zijn vader waarschijnlijk raadsheer was van de graaf van Henegouwen, die overigens ook graaf van Holland was, Willem van Oostervant. In 1419 werd hij er organist van de Sint-Waltrudiskerk; in 1423 verhuisde hij naar Rijsel, een stad in het graafschap Vlaanderen, dat sinds 1369 onderdeel was van het hertogdom Bourgondië. In 1424 schrijft hij een rondeau voor William de la Pole, de eerste hertog van Suffolk.
Enige jaren later trad hij in dienst van het hof van Filips de Goede, hertog van Bourgondië; zijn motet Nove cantum melodie (1431) noemt alle 19 zangers aan het hof, waaronder hemzelf. Daarnaast vervulde hij kerkelijke functies in Brugge en Bergen.
Intussen verwierf Filips door erfenis de hertogdommen Brabant en Limburg (1430) en Henegouwen (1433), waarmee een groot aaneengesloten gebied onder Bourgondisch bestuur kwam, dat omdat het grotendeels plat was de Nederlanden werd genoemd. (Het huidige Nederland viel er grotendeels buiten.) De politieke stabiliteit in de regio bracht een ongekende economische voorspoed (lakenhandel) en culturele bloei, waardoor de Nederlanden het belangrijkste muzikale centrum van Europa werden.
Binchois stond aan de wieg van deze ontwikkeling. Met zijn tijdgenoten (de zogeheten Bourgondische School) ontwikkelde hij de Nederlandse polyfonie, die gezichtsbepalend werd voor de West-Europese muziek, en dat bleef tot de Tachtigjarige Oorlog (vanaf 1568) aan de stabiliteit en voorspoed in het gebied een einde maakte.
In 1452 werd Binchois benoemd tot proost van Zinnik (Soignies), wat we, omdat hij geen priester was, mogen opvatten als pensioenvoorziening. Daarnaast kreeg hij nog een ruime toelage van het hof. In Zinnik overleed hij op 20 september 1460. Aan zijn dood wijdt Johannes Ockeghem de treurzang (déploration) Mort tu as navré de ton dart.

## Werken
In vergelijking met zijn Franse voorgangers van de Ars subtilior, die zeer complexe polyfonie bedreven, brengt Binchois, meer nog dan zijn tijdgenoten van de Bourgondische School zoals Guillaume Dufay en John Dunstaple, de toegankelijkheid in de muziek terug, door relatieve eenvoud, een sterke melodie, en consonantie van de verschillende stemmen.
Dit geldt in zijn kerkmuziek, maar hij is beroemd geworden om zijn chansons (liederen), vooral rondeaus, ook wel balladen, geschreven voor het hof en daarom vaak de hoofse liefde bezingend.
Musicologen zijn geneigd Dufay en Dunstaple boven hem te stellen, maar Binchois was het populairst: meer dan het werk van zijn tijdgenoten zijn zijn liederen in de op hem volgende eeuw terug te vinden in de vorm van kopieën, navolgingen, parodieën en citaten, in de Nederlanden en ver daarbuiten.
Desondanks wordt aangenomen dat de 55 tot 60 overgebleven liederen maar een fractie zijn van wat hij werkelijk geschreven heeft.